# سرخیو پاچون
سرخیو پاچون (انگلیسی: Sergio Pachón؛ زادهٔ ۵ فوریهٔ ۱۹۷۷) بازیکن فوتبال اهل اسپانیا است.
از باشگاه‌هایی که در آن بازی کرده‌است می‌توان به باشگاه فوتبال رایو وایکانو، باشگاه فوتبال رئال وایادولید، باشگاه فوتبال فوئنلابرادا، باشگاه فوتبال کادیس، باشگاه فوتبال لگانس، و باشگاه فوتبال ختافه اشاره کرد.